# Chladítko

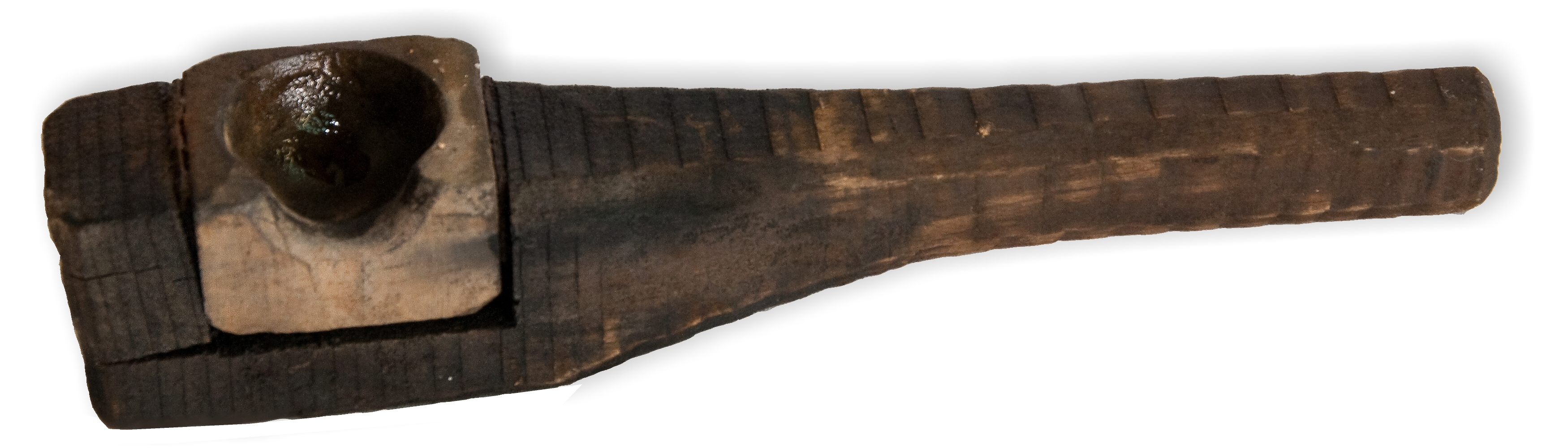
Chladítko

Chladítko je druh sklářského náčiní, malá obdoba svaláku. Slouží k uhlazování kuliček mezi nožkou a kalíškem sklářského výrobku. Jedná se o malou vydlabanou dřevěnou krychli osazenou v dřevěném držadle. Chladítko se používá vždy navlhčené ve vodě.